# Скидельский сахарный комбинат
Скидельский сахарный комбинат (бел. Скідзельскі цукровы камбінат) – белорусское предприятие пищевой промышленности, один из четырёх сахарных заводов в Беларуси. Расположен в городе Скидель Гродненского района Гродненской области. Градообразующее предприятие города.

## История
Комбинат основан в 1947 году на базе Скидельского свекловичного совхоза, Гродненской свекловичной базы и заложенного в 1946 году Белорусского сахарного завода. Первоначально назывался Белорусский сахарный комбинат, входил в состав Главного управления сахарной промышленности «Главсахар» Министерства пищевой промышленности СССР (с 1953 года – Министерства промышленности продовольственных товаров СССР). Начал выпускать продукцию в 1951 году. Был принят в эксплуатацию 15 марта 1951 года, к 1954 году были запущены все запроектированные цеха, и предприятие вышло на проектную мощность. В 1957 году комбинат передан в состав Управления пищевой промышленности Совета народного хозяйства БССР, в 1966 году передан в состав Министерства пищевой промышленности БССР. В 1960-е годы оборудование комбината было обновлено, производительность по переработки свеклы с 850 до 1220 тонн в сутки. В 1961 году введён в эксплуатацию цех по производству лимонной кислоты из патоки, а также началась переработка сахара-сырца. В 1967 году комбинату присвоено имя П. З. Калинина.
К концу 1970-х годов мощность комбината по переработке свеклы выросла до 1700 тонн в сутки. В 1983 году на комбинате была произведена миллионная тонна белого сахара. В 1985 году комбинат передан в состав Государственного агропромышленного комитета БССР, в 1991 году – в Министерство сельского хозяйства и продовольствия БССР, затем – Республики Беларусь. В 1993 году введён в эксплуатацию технологический корпус, мощность по переработке свеклы составила 3 тысячи тонн в сутки, а выпуск сахара – до 500 тонн в сутки. В 1997 году (по другой информации, в 1993 году) был преобразован в открытое акционерное общество «Скидельский сахарный комбинат», входит в концерн «Белгоспищепром». В 2000 году на комбинате была произведена двухмиллионная тонна белого сахара. В 2000 году комбинат произвёл 129,2 тысячи тонн сахара-песка, в том числе 39,5 тысяч тонн из свеклы, а 89,7 тысяч тонн – из сахара-сырца, а также 1635 тонн лимонной кислоты, 17,9 тысяч тонн патоки-мелассы, 262,7 тысяч тонн свежего жома, 270 тонн извести. В 2000-х годах мощность комбината была увеличена.
В 2001 году доля акций государства составляла 50,64%. По состоянию на 2018 год 100% акций ОАО «Скидельский сахарный комбинат» находилось в республиканской собственности.

## Современное состояние
Комбинат производит сахар-песок расфасованный в мешках, пакетах, пакетиках (стиках), в прессованном виде в коробках; лимонную кислоту в мешках и пакетах; свекловичный жом; сухой гранулированный жом; мелассу.
Мощность комбината по переработке сахарной свеклы составляет около 8 тысяч тонн в сутки (более 1 миллиона тонн в сезон), переработки сахара-сырца – 850 тонн в сутки. Средний выпуск сахара составляет 1150 тонн в сутки. Также является единственным в Беларуси производителем лимонной кислоты (1500 тонн в год).
По итогам 2018 года выручка комбината составила 170,7 миллионов рублей (77 миллионов долларов), чистый убыток – 10,9 миллионов рублей (5 миллионов долларов). По итогам 2020 года выручка комбината составила 172,7 миллионов рублей (68,8 миллионов долларов), была получена чистая прибыль в размере 129 тысяч рублей (около 50 тысяч долларов), долгосрочные обязательства составили 150,5 миллионов рублей (60 миллионов долларов).
Среднесписочная численность работников в 2017 году составила 854 человека, в 2018 году – 804, в 2019 году – 730, в 2020 году – 645 человек.